# Claudia Chabalgoity
Claudia Chabalgoity (née le 13 mars 1971) est une joueuse de tennis brésilienne, professionnelle de la fin des années 1980 à 1994.
Pendant sa carrière, elle n'a gagné aucun tournoi WTA, s'imposant néanmoins à 8 reprises (dont 4 fois en simple) sur le circuit ITF.

## Palmarès

### Titre en double dames
Aucun

### Finales en double dames
| No | Date       | Nom et lieu du tournoi     | Catégorie | Dotation  | Surface      | Vainqueures                    | Partenaire      | Score    |          |
| -- | ---------- | -------------------------- | --------- | --------- | ------------ | ------------------------------ | --------------- | -------- | -------- |
| 1  | 11-12-1989 | The Rainha Classic Guarujá | Tier V    | 75 000 $  | Dur (ext.)   | Mercedes Paz Patricia Tarabini | Luciana Corsato | 6-2, 6-2 | Parcours |
| 2  | 25-10-1993 | Bancesa Classic Curitiba   | Tier IV   | 100 000 $ | Terre (ext.) | Sabine Hack Veronika Martinek  | Andrea Vieira   | 6-2, 7-6 | Parcours |

## Parcours en Grand Chelem

### En simple
N'a jamais participé à un tableau final.

### En double dames
| Année | Open d'Australie | Open d'Australie | Internationaux de France | Internationaux de France    | Wimbledon | Wimbledon | US Open                    | US Open                         |
| ----- | ---------------- | ---------------- | ------------------------ | --------------------------- | --------- | --------- | -------------------------- | ------------------------------- |
| 1990  | -                | -                | -                        | -                           | -         | -         | 1er tour (1/32) L. Corsato | Jill Hetherington Kathy Rinaldi |
| 1991  | -                | -                | 1er tour (1/32) S. Smith | E. Pampoulova E. Švíglerová | -         | -         | -                          | -                               |

Sous le résultat, la partenaire ; à droite, l’ultime équipe adverse.

### En double mixte
| Année | Open d'Australie | Open d'Australie | Internationaux de France     | Internationaux de France  | Wimbledon | Wimbledon | US Open | US Open |
| 1991  | -                | -                | 1er tour (1/32) Cássio Motta | A. Temesvári Gustavo Luza | -         | -         | -       | -       |

Sous le résultat, le partenaire ; à droite, l’ultime équipe adverse.

## Parcours aux Jeux olympiques

### En double dames
| # | Date       | Nom de l'olympiade      | Surface      | Résultat      | Partenaire    | Ultimes adversaires            | Score    |          |
| - | ---------- | ----------------------- | ------------ | ------------- | ------------- | ------------------------------ | -------- | -------- |
| 1 | 28/07/1992 | Olympic Games Barcelone | Terre (ext.) | 2e tour (1/8) | Andrea Vieira | Rachel McQuillan Nicole Provis | 6-2, 6-1 | Parcours |

## Parcours en Coupe de la Fédération
| #                                                              | Date       | Lieu       | Surface    | Gagnante(s)                          | Perdante(s)                         | Score         |          |
|                                                                |            |            |            |                                      |                                     |               |          |
| 1990 - 1er tour (groupe mondial) - Brésil - URSS - 0 : 3       |            |            |            |                                      |                                     |               |          |
| 1                                                              | 23/07/1990 | Atlanta    | Dur (ext.) | Natasha Zvereva                      | Claudia Chabalgoity                 | 6-0, 6-1      | Parcours |
| 1                                                              | 23/07/1990 | Atlanta    | Dur (ext.) | Larisa Neiland Natasha Zvereva       | Claudia Chabalgoity Luciana Corsato | 6-2, 6-1      | Parcours |
|                                                                |            |            |            |                                      |                                     |               |          |
| 1991 - 1er tour (groupe mondial) - Brésil - Chine - 0 : 3      |            |            |            |                                      |                                     |               |          |
| 2                                                              | 22/07/1991 | Nottingham |            | Tang Min                             | Claudia Chabalgoity                 | 7-5, 4-6, 6-0 | Parcours |
|                                                                |            |            |            |                                      |                                     |               |          |
| 1991 - Barrage (groupe mondial I) - Argentine - Brésil - 2 : 1 |            |            |            |                                      |                                     |               |          |
| 3                                                              | 24/07/1991 | Nottingham |            | Mercedes Paz Patricia Tarabini       | Claudia Chabalgoity Luciana Corsato | 6-1, 6-4      | Parcours |
|                                                                |            |            |            |                                      |                                     |               |          |
| 1991 - Barrage (groupe mondial I) - Brésil - Paraguay - 1 : 2  |            |            |            |                                      |                                     |               |          |
| 4                                                              | 25/07/1991 | Nottingham |            | Rossana de los Ríos Larissa Schaerer | Claudia Chabalgoity Sabrina Giusto  | 4-6, 6-1, 6-2 | Parcours |

## Classements WTA en fin de saison

### En simple
| Année | 1988 | 1989 | 1990 | 1991 | 1992 | 1993 | 1994 |
| Rang  | 451  | 169  | 139  | 197  | 391  | 229  | 650  |

Source : (en) « Classements de Claudia Chabalgoity », sur le site officiel du WTA Tour

### En double
| Année | 1989 | 1990 | 1991 | 1992 | 1993 |
| Rang  | 173  | 102  | 171  | 386  | 176  |

Source : (en) « Classements de Claudia Chabalgoity », sur le site officiel du WTA Tour